# معدن فالو
معدن فالو (به سوئدی: Falun och Kopparbergslagen) یک معدن در سوئد است که در بخش فالون واقع شده‌است.